# Els Kindt
Els Kindt (Roeselare, 12 mei 1971) is een Belgische CD&V-politica. 

## Levensloop
Ze is van opleiding graduaat in bedrijfsadministratie en openbare administratie aan het Provinciaal Instituut voor Hoger Onderwijs in Gent, een diploma dat ze in 1992 behaalde. Beroepshalve werd Kindt van 1993 tot 2006 bediende bij Electrabel en ze werd tevens zaakvoerder van een boomverzorgingsfirma en een kledingzaak.
Els Kindt trad in de politieke voetsporen van haar vader Gabriël Kindt, van 1983 tot 2000 burgemeester van Lichtervelde en nadien zes jaar gedeputeerde van de provincie West-Vlaanderen. Voor de CD&V was ze van 2002 tot 2006 OCMW-raadslid van Lichtervelde en in 2006 werd ze verkozen tot gemeenteraadslid. Sinds januari 2007 is Kindt schepen van Lichtervelde, met bevoegdheden als landbouw, jeugd, sport, communicatie, gezin, onderwijs, ondernemen en ruimtelijke ordening.
In 2006 werd Kindt tevens verkozen tot provincieraadslid van West-Vlaanderen. Ze nam er begin februari 2012 ontslag om Carl Decaluwe, die werd benoemd tot gouverneur van de provincie West-Vlaanderen, op te volgen als Vlaams Parlementslid voor de kieskring West-Vlaanderen. Kindt zetelde er in de commissie voor Cultuur, Jeugd, Sport en Media en de commissie voor Mobiliteit en Openbare Werken. Ze bleef Vlaams volksvertegenwoordiger tot mei 2014. Sinds december 2018 zetelt ze opnieuw in de provincieraad van West-Vlaanderen.
Els Kindt is de moeder van vier kinderen.